# Питкярантское городское поселение
Питкяра́нтское городско́е поселе́ние — упразднённое муниципальное образование (городское поселение) с центром в городе Питкяранте, входившее в состав Питкярантского района Республики Карелия Российской Федерации. Существовало с 2004 по 2023 годы.

## История
В 2023 году все входившие в состав Питкярантского муниципального района поселения (одно городское и четыре сельских) были упразднены и объединены в Питкярантский муниципальный округ.

## Население
| 2009    | 2010    | 2012    | 2013    | 2014    | 2015    | 2016    |
| ------- | ------- | ------- | ------- | ------- | ------- | ------- |
| 12 616  | ↘11 751 | ↘11 562 | ↘11 392 | ↘11 224 | ↘11 030 | ↘11 000 |
| 2017    | 2018    | 2019    | 2020    | 2021    | 2023    |         |
| ↘10 870 | ↘10 745 | ↘10 566 | ↘10 436 | ↘8673   | ↘8407   |         |

## Населённые пункты
В состав городского поселения входили 4 населённых пункта (в том числе 1 населённый пункт в составе города):
| № | Населённый пункт                | Тип населённого пункта | Население |
| - | ------------------------------- | ---------------------- | --------- |
| 1 | Койриноя (карел. Koirinoja)     | деревня                | ↘89       |
| 2 | Питкяранта (карел. Pitkyrandu)  | город                  | ↘8094     |
| 3 | Ууксу (карел. Uuksu)            | деревня                | ↘214      |
| 4 | Юляристиоя (карел. Yläristioja) | деревня                |           |

## Структура органов местного самоуправления
В структуру органов местного самоуправления Питкярантского городского поселения входили:
- Представительный орган — Совет Питкярантского городского поселения. Совет состоял из 15 депутатов, которые выбирались на муниципальных выборах. Срок полномочий — 4 года. Структура Совета: председатель Совета, его заместитель и постоянные комитеты (комиссии).
- Глава Питкярантского городского поселения — высшее должностное лицо поселения. Избирался на муниципальных выборах. Срок полномочий — 4 года. Исполнял свои обязанности на постоянной основе. Возглавлял администрацию городского поселения[20].
- Администрация Питкярантского городского поселения — исполнительно-распорядительный орган. Она обладала правами юридического лица и действовала на основании устава[20].